# FK Bodva Moldava nad Bodvou
FK Bodva Moldava nad Bodvou – słowacki klub piłkarski, grający niegdyś w drugiej lidze słowackiej, mający siedzibę w mieście Moldava nad Bodvou.

## Historia
Klub został założony w 1919 roku. Za czasów istnienia Czechosłowacji największym sukcesem klubu był awans do trzeciej ligi czechosłowackiej. Grał w niej w latach 1964-1966 i 1978–1988. Z kolei po rozpadzie Czechosłowacji klub najpierw grał w piątej lidze, a następnie  w czwartej i trzeciej lidze słowackiej. W sezonie 2009/2010 wywalczył awans do drugiej ligi. W sezonie 2011/2012 spadł z niej. W sezonie 2014/2015 ponownie grał w drugiej lidze. W trakcie sezonu 2016/2017 klub wycofał się z rozgrywek trzeciej ligi z powodu kłopotów finansowych.

## Historyczne nazwy
- Szepsi TK (Szepsi Testedző kör)
- Moldavský TS (Moldavský telovýchovný spolok)
- Szepsi SC (Szepsi Sport Club)
- ŠK Moldava (Športový klub Moldava)
- Sokol NV Moldava (Sokol Národný výbor Moldava)
- Slovan Moldava
- Traktor Moldava
- Dukla Moldava
- Jednota Moldava
- Jednota STS Moldava
- TJ Jednota Moldava (Telovýchovná jednota Jednota Moldava)
- 1. FC Moldava (Prvý futbalový club Moldava)
- TJ Tesla Moldava (Telovýchovná jednota Tesla Moldava)
- TJ FC MSS Moldava (Telovýchovná jednota Football Club MSS Moldava)
- ŠK Bodva Moldava nad Bodvou (Športový klub Bodva Moldava nad Bodvou)
- FK Bodva Moldava nad Bodvou (Futbalový klub Bodva Moldava nad Bodvou)

## Stadion
Domowe mecze klub rozgrywał na stadionie o nazwie Steel Slovakia aréna, położonym w mieście Moldava nad Bodvou. Stadion mógł pomieścić 1912 widzów.